# بیلیوردین
بیلیوردین (به انگلیسی: Biliverdin) با فرمول شیمیایی C۳۳H۳۴N۴O۶ یک ترکیب شیمیایی با شناسه پاب‌کم ۲۵۱ است؛ که جرم مولی آن ۵۸۲٫۶۴۶ گرم بر مول می‌باشد. بیلی وردین یک رنگدانه صفراوی سبزرنگ تتراپیرولی است و محصول کاتابولیسم هِم می‌باشد. این رنگدانه مسئول رنگ سبز تیره‌ای است که گاه در کبودی‌ها دیده می‌شود.

## متابولیسم
بیلی وردین حاصل تجزیه بخش هِم در هموگلوبین موجود در گلبول‌های قرمز خون است. ماکروفاژها گلبول‌های قرمز پیر خون را از بین برده و هِم را شکسته و به بیلی وردین تبدیل می‌کنند. بیلی وردین در حالت طبیعی به سرعت احیا شده و به بیلی روبین نبدیل می‌شود. در برخی از کبودی‌ها بیلی وردین خود را به رنگ سبز تیره نشان می‌دهد. در کبودی‌ها تبدیل بیلی وردین به بیلی روبین منجر به ایجاد رنگ زرد در محل می‌شود.

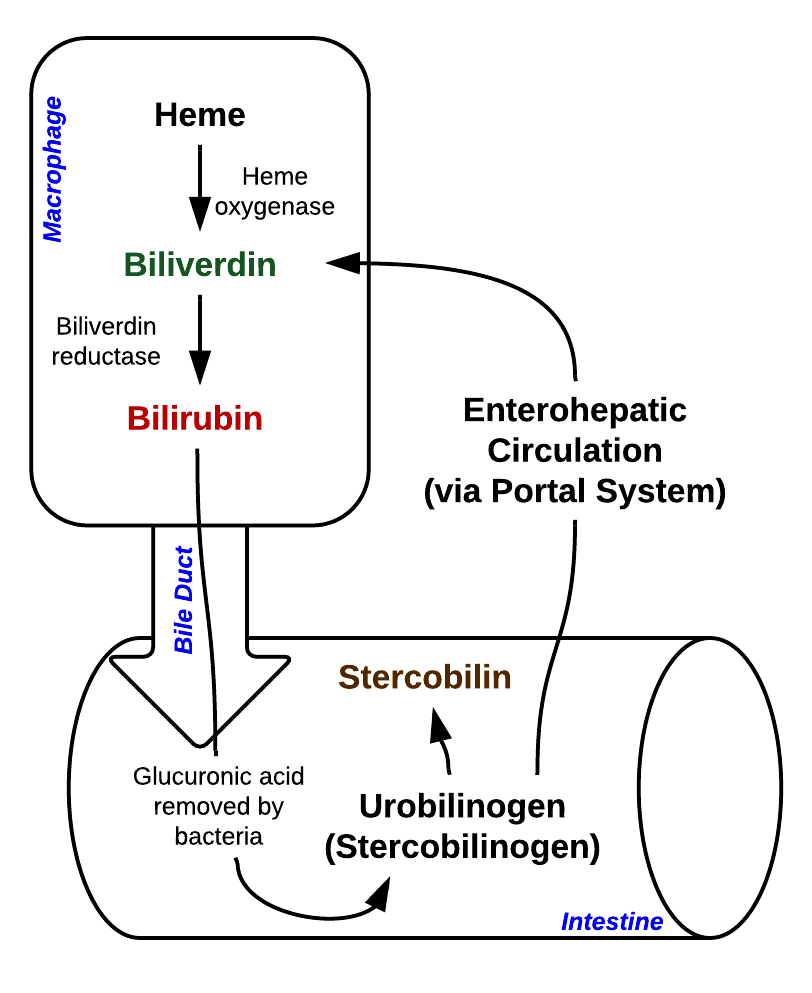
متابولیسم هِم